# Adalbert Zuckschwerdt
Adalbert Zuckschwerdt (* 1. Januar 1874 in Worbis; † 1. Juli 1945) war ein deutscher Marineoffizier, zuletzt Konteradmiral der Kriegsmarine.

## Karriere

### Kaiserliche Marine und Erster Weltkrieg
Zuckschwerdt trat am 4. April 1893 als Kadett in die Kaiserliche Marine ein. Am 14. September 1896 wurde er zum Unterleutnant zur See befördert (Umbenennung zum Leutnant zur See am 1. Januar 1899). Am 9. April 1900 wurde er zum Oberleutnant zur See befördert. In der Zeit vom 1. Oktober 1902 bis zum 30. September 1904 war er Kompanieoffizier und Adjutant der Matrosenartillerie-Abteilung III und vom 1. Oktober 1904 bis zum 3. Oktober 1906 Artillerieoffizier auf den Großen Kreuzern Prinz Heinrich und Roon. Während dieser Dienstzeit wurde er am 10. Dezember 1904 zum Kapitänleutnant ohne Patent befördert – das Patent erhielt er am 11. Februar 1905. Vom 4. Oktober 1906 bis zum 22. September 1909 war Zuckschwerdt dann Lehrer an der Schiffsartillerieschule. Vom 23. September 1909 bis zum 11. Februar 1913 tat Zuckschwerdt Dienst als Navigations- bzw. Erster Offizier auf dem Linienschiff Hessen. In der Zwischenzeit war er am 10. April 1911 zum Korvettenkapitän befördert worden.
Am 12. Februar 1913 reiste Zuckschwerdt dann mit dem Dampfer Roon nach Sydney, wo er am 7. April 1913 den zum Kanonenboot umklassifizierten Kleinen Kreuzer Cormoran als Kommandant übernahm. Nach einem Einsatz mit einem Landungskorps gegen Stammesfehden auf Bougainville vom 22. bis 27. Februar 1914, lief Zuckschwerdt am 30. Mai in Tsingtau ein, um das Schiff grundüberholen zu lassen. Bei der Mobilmachung zu Beginn des Ersten Weltkriegs wurde die Cormoran am 6. August außer Dienst gestellt. Zuckschwerdt übernahm stattdessen mit seiner Besatzung ab dem 8. August 1914 den Hilfskreuzer Cormoran, einer zuvor von dem Kleinen Kreuzer Emden in den ersten Kriegstagen in der Koreastraße aufgebrachte Prise. Am 10. August wurde Zuckschwerdt beauftragt, in Ostasiatischen Gewässern Kreuzerkrieg zu führen, musste sich allerdings wegen Kohlenmangel am 14. Dezember 1914 auf Guam internieren lassen, ohne ein gegnerisches Schiff aufgebracht zu haben. Nach dem Kriegseintritt der USA wurde Zuckschwerdt am 7. April 1917 als Kriegsgefangener in die Vereinigten Staaten überführt. 1919 wurde er entlassen und gelangte im Oktober zurück nach Deutschland, wo er am 24. November 1919 mit Rangdienstalter vom 17. Dezember 1916 zum Fregattenkapitän befördert wurde. Gleichzeitig wurde er aus der Marine verabschiedet. Am 19. Februar 1920 erhielt er nachträglich noch den Charakter eines Kapitäns zur See.

### Reichsmarine und Kriegsmarine

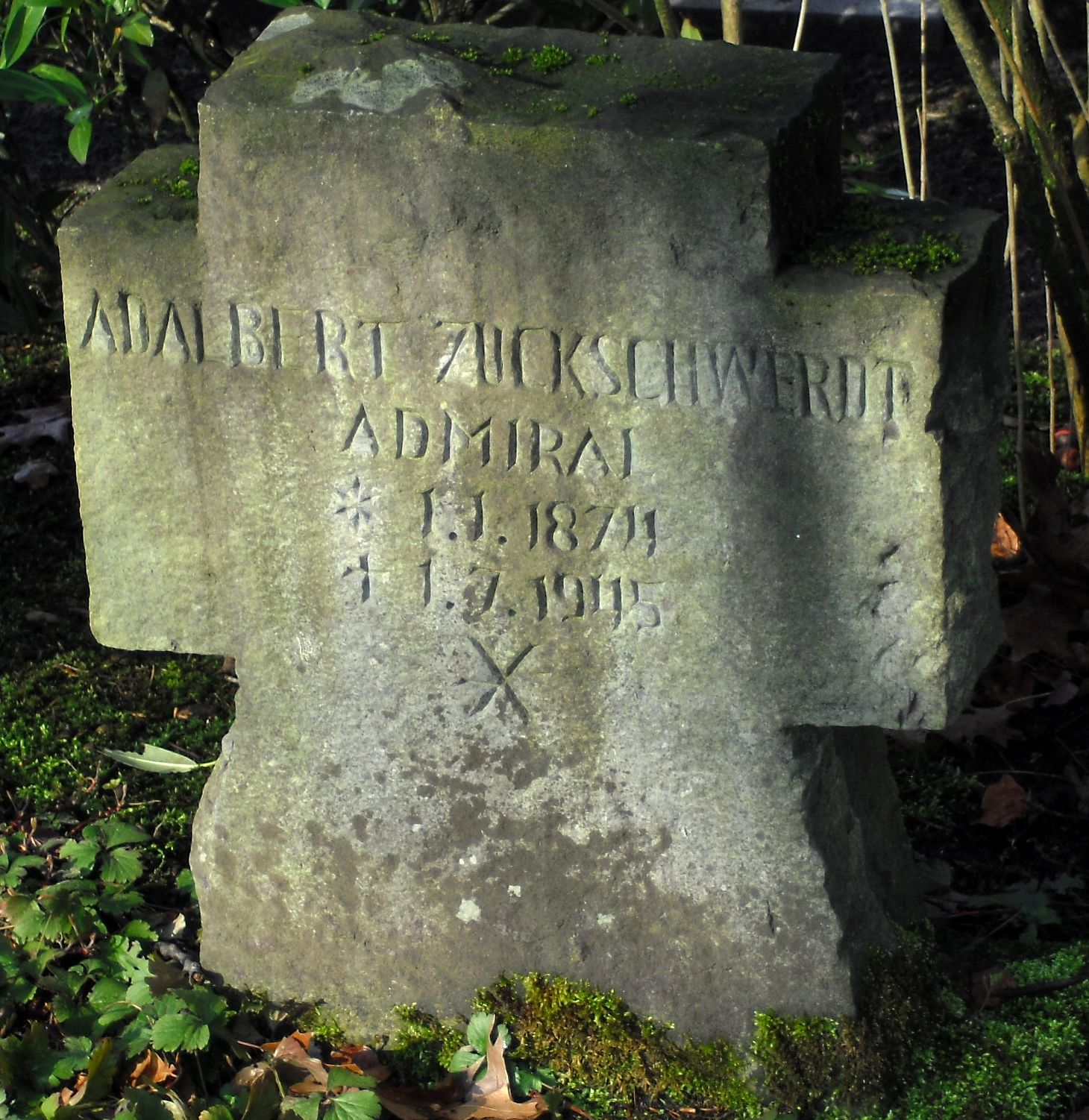
Grab von Adalbert Zuckschwerdt

Im Zweiten Weltkrieg war Zuckschwerdt nach der Besetzung Frankreichs als Offizier a. D. zunächst ab dem 28. August 1940 Hafenkommandant von Nieuwpoort und später von Calais. Am 23. Februar 1941 wurde er Kommandant der Seeverteidigung Loire-Gironde und später Seekommandant Languedoc. Am 1. September 1941 erhielt er das Patent als Kapitän zur See z.V. und am 1. März 1943 wurde Zuckschwerdt zum Konteradmiral z. V. befördert. Vom 26. Juni bis zum 31. August 1943 tat Zuckschwerdt Dienst als Admiral der französischen Südküste. Vom 1. September 1943 bis zum 4. April 1944 war er nochmals Kommandant der Seeverteidigung Languedoc. Am 31. Mai 1944 wurde er verabschiedet, geriet aber trotzdem noch nach Kriegsende am 14. Mai 1945 in amerikanische Kriegsgefangenschaft, in der er am 1. Juli 1945 verstarb. Seine Grabstelle befindet sich auf dem Friedhof der Gemeinde Hövelhof.